# Aciagrion hamoni
Aciagrion hamoni là một loài chuồn chuồn kim thuộc họ Coenagrionidae. Loài này có ở Cộng hòa Congo, Bờ Biển Ngà, Ghana, và Uganda. Môi trường sống tự nhiên của chúng là rừng ẩm vùng đất thấp nhiệt đới hoặc cận nhiệt đới, đất ngập nước với cây bụi là chủ yếu, đầm nước ngọt, và đầm nước ngọt có nước theo mùa.